# Ciudad deportiva Andrés Iniesta
La ciudad deportiva Andrés Iniesta es un complejo deportivo ubicado en la ciudad española de Albacete, en la comunidad autónoma de Castilla-La Mancha. Pertenece en propiedad al Albacete Balompié y el club cede su uso al Ayuntamiento de Albacete para actividades deportivas.
Situada al sur de la capital, a 1,6 kilómetros del Estadio Carlos Belmonte y muy cerca del Aeropuerto de Albacete, la Escuela de Pilotos TLP de la OTAN, la Base Aérea de Los Llanos, la Maestranza Aérea de Albacete y el Parque Aeronáutico y Logístico de Albacete, cuenta con una superficie de cerca de 75 000 metros cuadrados.

## Estructura
La Ciudad Deportiva está construida sobre un solar de 75 000 m². En ella se ubican dos campos de césped natural con graderíos y tres de césped artificial. Uno de los campos de césped natural está reservado para los entrenamientos del primer equipo, mientras que en el segundo juegan sus partidos el equipo de Tercera División y el Juvenil División de Honor.
Además, cuenta con un pabellón polideportivo cubierto que tiene también césped artificial, el cual permite el entrenamiento de los diferentes equipos del Albacete Balompié cuando la climatología impide la utilización de los campos habituales de entrenamiento. Además, la Ciudad Deportiva cuenta con un Centro Médico dotado de los más modernos medios para el tratamiento y la recuperación de las lesiones de los futbolistas de los diferentes equipos y un gimnasio totalmente equipado.
Por último, las instalaciones se completan con las oficinas del club, una magnífica sala de prensa y una cafetería.

## Localización
Está ubicada en la prolongación de la Avenida de España, al sur de la capital, a 1,6 km del Estadio Carlos Belmonte y muy cerca del Aeropuerto de Albacete, la Escuela de Pilotos TLP de la OTAN, la Base Aérea de Los Llanos, la Maestranza Aérea de Albacete y el Parque Aeronáutico y Logístico de Albacete. Cuenta con una superficie de cerca de 75 000 m².

## Historia

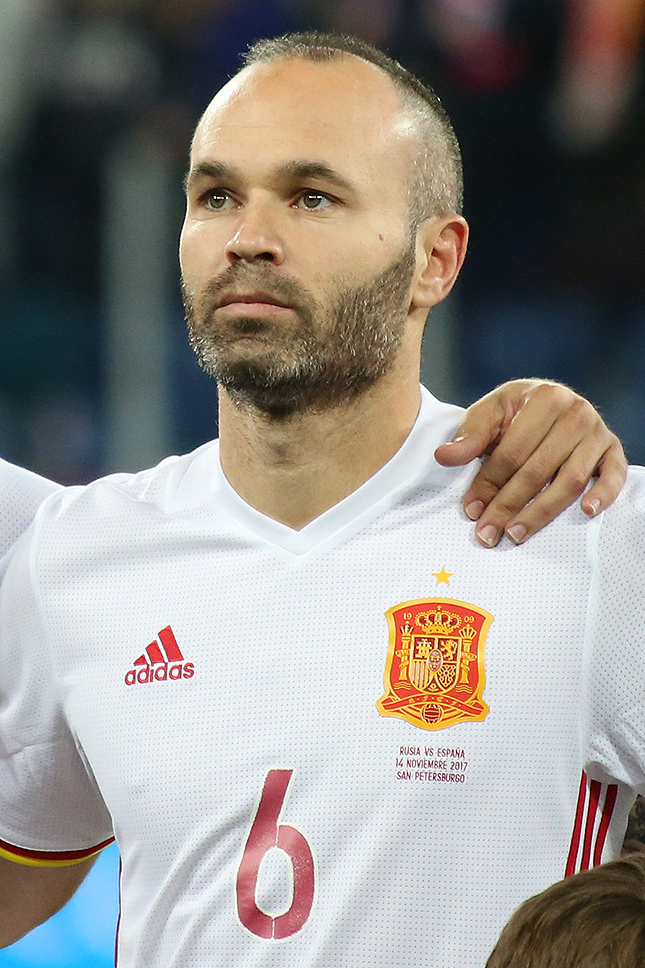
Andrés Iniesta, canterano del Albacete Balompié y exjugador del FC Barcelona y la Selección Española de Fútbol, ayudó al club económicamente entre 2011 y 2013

La Ciudad Deportiva del Albacete Balompié abrió sus puertas en marzo de 1998 cuando fue inaugurada por el presidente de Castilla-La Mancha José Bono, cuyo promotor fue la entidad deportiva manchega. Las obras contaron con un presupuesto de 2 594 165 €, siendo el encargado de realizar el proyecto el arquitecto albaceteño Francisco Candel Jiménez.
En abril de 2005 se procedió a la inauguración de las reformas del complejo deportivo por parte del entonces presidente de Castilla-La Mancha José María Barreda, cuyas obras comenzaron en 2003, y que consistieron en la instalación de césped artificial en los tres campos de juego de arena, el cerramiento del pabellón de césped y la edificación del centro médico, entre otras reformas, cuyo equipo diseñador fue Taller de Arquitectura y Obra, arquitectos de la capital manchega, con un presupuesto de 798 000 €.
En diciembre de 2012, dado el apoyo que el club recibió del jugador Andrés Iniesta, cuya carrera deportiva comenzó en el club manchego, la 'Ciudad Deportiva del Albacete Balompié' pasó a denorminarse 'Ciudad Deportiva Andrés Iniesta'.

## Instalaciones
La Ciudad Deportiva Andrés Iniesta de Albacete cuenta con las siguientes instalaciones deportivas:
- Campo Alba Redondo: fútbol 11 (102 × 62 metros), césped natural y graderío para 3 000 espectadores
- Campo 2: fútbol 11 (90 × 60 metros), césped natural y graderío
- Campo 3: fútbol 11 (90 × 60 metros), césped artificial y graderío
- Campo 4: fútbol 11 (90 × 60 metros), césped artificial y graderío
- Campo 5: fútbol 11 (90 × 60 metros), césped artificial y graderío
- Pabellón polideportivo cubierto de césped artificial (40 × 20 metros)
- Pista multijuegos
- Sala de fitness
- Centro médico
- Edificio administrativo y de oficinas
- Sala de prensa
- Cafetería
- Aparcamiento

## Equipos
El fútbol base del club, como el Atlético Albacete y el Fundación Albacete celebran sus encuentros como local en diversas instalaciones de la Ciudad Deportiva, además de servir como campo de entrenamiento a la primera plantilla del Albacete Balompié.